# Hernádcéce
Hernádcéce é um município da Hungria, situado no condado de Borsod-Abaúj-Zemplén. Tem 9,91 km² de área e sua população em 2015 foi estimada em 212 habitantes.